# 吉野聖也
吉野 聖也（よしの せいや、1987年7月3日 - ）は、日本の俳優。
東京都出身。高校を卒業後、芸能スクールを経て、ダブルアップエンタテイメントに所属。2013年をもって同事務所を退社。

## 出演

### 映画
- メサイア（2011年） - 富永 役

### オリジナルビデオ
- BL 〜僕の彼氏を紹介します〜（2009年） - タイキ 役[1]
- ガチバン MUXMUM（2011年） - 赤尾義高 役[1]

### 舞台
- 華鬼（2010年）
- 陰陽師 〜Light and Shadow〜（2011年）
- メサイア -銅ノ章-（2013年）- 富永 役